# 马达姆巴卡姆
马达姆巴卡姆（Madambakkam），是印度泰米尔纳德邦Kancheepuram县的一个城镇。总人口16556（2001年）。

## 人口
该地2001年总人口16556人，其中男性8324人，女性8232人；0—6岁人口1540人，其中男770人，女770人；识字率81.54%，其中男性为84.85%，女性为78.19%。